# پالس اتوثانیه
پالس اتوثانیه به پالس نوری گفته می‌شود که مدت زمان گذرکل طول پالس، در حدود اتوثانیه طول بکشد. برخورد پالس پرشدت لیزر فمتو ثانیه با اتم گاز نجیب ابتدا باعث دور شدن پرسرعت الکترون از هسته می‌شود سپس در فرآیند  برگشت به سمت هسته و ساطع کردن انرژی به‌دست آمده در شکل فوتون قطاری از پالس‌های اتوثانیه تولید می‌شود.

## تولد پالساتوثانیه
برای تولید پالس اتو از لیزری که میدان الکتریکی آن در حدود فمتوثانیه تغییر جهت می‌دهد به عنوان منبع محرک الکترون استفاده می‌شود.
شکل پالس لیزری طوری است که بیشترین شدت آن در مرکز پالس متمرکز است مدت زمان این پالس لیزری در حدود فمتو ثانیه است. هنگامی که این پالس به سمت اتم تابیده می‌شود نیروی وارده از طرف این پالس با فرکانس 2500  اتوثانیه تغییر جهت می‌دهد(بالا و پایین). اگر این نیرو به نیروی بین الکترون و هسته غلبه کند باعث کنده شدن الکترون از سطح اتم می‌شود. اندکی پس از تابش لیزر به اتم، الکترون به علت بار منفی، به جهت مخالف میدان الکتریکی پالس سرعت می‌گیرد و سرعت آن به چند ده کیلومتر بر ثانیه می‌رسد.
علیرغم سرعت اولیه بسیار بالا، الکترون نمی تواند کاملاً از قید هسته رها شود و تنها چند نانومتر جابجا می‌شود زیرا میدان الکتریکی تغییر جهت می‌دهد و مانند یک ترمز برای الکترون عمل می‌کند و الکترون به حالت سکون در می آید.
بازگشت به حالت سکون تنها چند اتوثانیه طول می کشد زیرا جهت میدان الکتریکی به سرعت تغییر می‌کند و باعث برخورد مجدد الکترون با هسته اولیه خود می‌شود. الکترونهایی که هسته را ترک می‌کردند با بالاترین سرعت به مکان اولیه خود بازگشته و توسط نیروی بین هسته و الکترون مجددا به دام میافتند. الکترون تمام انرژی گرفته شده را به صورت یک فوتون در محدوده  فوق فرابنفش(xuv) آزاد می‌کند و این فرایند تنها چند صد اتو ثانیه طول می کشد.

## ویژگی پالس هایاتوثانیه
برخلاف پالس‌های فمتو ثانیه، پالس‌های اتوثانیه  در محدوده XUV  می‌باشد .
بنابر این از تداخل سنج‌های معمولی مانند ماخ زنر یا مایکلسون نمی توان استفاده کرد زیرا از مرتبه ضعیفتر نسبت به فمتو ثانیه هستند و محدوده طیفی پهن تری دارند. برای این کار از یک تداخل سنج شامل توری که در محدوده 10-100 nm  کار می‌کند استفاده می‌شود

## طرز کار دوربیناتوثانیه
الکترونیک جدید قابلیت تشخیص سیگنال‌های الکتریکی بسیار سریع با رزولوشن فمتو ثانیه را فراهم می آورد.اما حتی  پیشرفته‌ترین این اندازه گیری‌ها از مرز 100 فمتو ثانیه تجاوز نمی‌کند یعنی هزران بار ضعیفتر از مقدار مورد نیاز برای تشخیص پدیده‌های اتوثانیه ای.اندازه گیری بازه‌های کوتاه تر به کمیت فیزیکی کنترل شده نیاز دارد. این کمیت فیزیک همان میدان الکتریکی پرتویی است که الکترون را وادار به ارتعاش می‌کند . تغییر کنترل شده میدان این پرتوها در زمان‌های فمتو ثانیه امکان اندازه گیری بازه‌های اتوثانیه  را فراهم می‌کند.
	پس از شناخت این موضوع می‌توان با جایگزینی میدان الکتریکی پرتوهای میکروویو با هزار برابر سریعتر آن این مشکل را برطرف کرد که این فرآیند توانایی ثبت تصاویر نشر الکترون از هسته را دارد . الکترون‌ها ابتدا توسط این پالس‌ها تحریک می‌شوند سپس برخی از آن‌ها جداشده و برخی دیگر به سمت ترازهای پایین تر بر می گردند. انتشار فوتو الکترون‌ها و همچنین بازگشت الکترون‌های در قید مانده می‌تواند اطلاعات پرتو اولیه را به ما بدهد. ثبت اطلاعات این انتشار منجر به دسترسی به کل دوره پالس اتو ثانیه و در نتیجه بررسی اتفاقات داخل اتم می‌شود بنابراین میدان الکتریکی کنترل شده امکان استفاده از تکنولوژی عکسبرداری اتوثانیه ای را به ما می‌دهد. 

### موارد اندازه گیریدوربین سریع
میدان الکتریکی پالس‌های فمتو ثانیه
تغییرات مومنتوم الکترون متناسب با میدان پالس لیزری
اندازه گیری تاخیر دو پالس
اسکن میدان الکتریکی